# Fritz Moravec
Fritz Moravec (ur. 27 kwietnia 1922 w Wiedniu – zm. 17 marca 1997 tamże) – austriacki alpinista i himalaista.
Jego największym osiągnięciem jest pierwsze wejście na Gaszerbrum II w 1956 roku, ostatni niezdobyty do tego czasu ośmiotysięcznik w Karakorum.

## Wybrane prace
- Weiße Berge – schwarze Menschen, 1958
- Dhaulagiri – Berg ohne Gnade, 1960
- Gefahren und Gefährten, 1961